# 林恩克里克 (密蘇里州)
林恩克里克（英語：Linn Creek）是位於美國密蘇里州康登縣的城市。

## 人口
根據2020年美國人口普查的數據，林恩克里克的面積為3.36平方千米，皆為陸地。當地共有人口216人，而人口密度為每平方千米64人。